# La Frontera (Santa Cruz de Tenerife)
Frontera – gmina w Hiszpanii, w prowincji Santa Cruz de Tenerife, na wyspie El Hiero, we wspólnocie autonomicznej Wysp Kanaryjskich, o powierzchni 80,12 km². W 2011 roku gmina liczyła 4104 mieszkańców.